# Gilberto Chamba
Gilberto Antonio Chamba Jaramillo (Machala, 5 de octubre de 1963) es un asesino en serie ecuatoriano apodado como "El Monstruo de Machala" por la brutalidad con la que asesinó a sus víctimas en la provincia de El Oro, en el sur occidente ecuatoriano.
Actualmente, se encuentra recluido cumpliendo condena en el Centre Penitenciari de Quatre Camins, en el Módulo 6.
Tras ser detenido en 1993, acusado del asesinato y violación de ocho mujeres, y la violación de otras dos, Chamba pronunció estás únicas palabras:

Yo las violaba después de muertas, esa era mi satisfacción personal. Soy culpable y en esto he andado solo.

. 

## Crímenes
Según registran varios medios impresos en aquella época, Chamba contó a los policías cada uno de los pasos que siguió antes, durante y después de los crímenes.
Él era propietario de un taxi en el que desde 1988 hasta 1993 recorrió las calles de Machala en búsqueda de clientas. Todas debían cumplir con un patrón determinado: ser jóvenes, estudiantes y andar solas.
Los agentes que lograron su captura narraron que, dudosos de que Chamba fuera el verdadero asesino, trataban de confundirlo llevándolo a sitios distantes del lugar de los asesinatos; sin embargo, con una frialdad sorprendente, Chamba los corregía y los llevaba donde violó y mató.
Una crónica de diario El País, de España, rescata el testimonio de Fausto Terán, un policía retirado que participó en la captura de "El Monstruo de Machala". «Según me confesó Chamba no practicaba penetración vaginal a sus víctimas. Prácticamente les ensartaba un instrumento similar a un bastón, que se había mandado fabricar expresamente. A muchas, las ensartaba con tal violencia que el instrumento salía por sus bocas», destacó.

### Condena en Ecuador
De sus diez víctimas en el Ecuador, dos eran menores de edad. Y el testimonio de una trabajadora sexual, una de las dos mujeres que sobrevivió a sus ataques, sirvió para iniciar el proceso penal en su contra, que terminó con una sentencia de 16 años de prisión.
Una sentencia de la que apenas cumplió siete años, pues se acogió al beneficio del 2×1, que rebajaba las penas de los presos con buena conducta a la mitad y recibió un año más de indulto debido al jubileo 2000, que otorgaba ese tiempo de gracia o perdón.

## Migración a España
El 9 de noviembre de 2000, tras cumplir su pena y luego de limpiar su historial policial -un beneficio que solo es posible en el Ecuador-, Gilberto, quien hasta ese entonces estaba casado y tenía hijas con su esposa Mariela, decidió trasladarse a España. Un vuelo lo llevó hasta Ámsterdam y de allí se trasladó al aeropuerto de Barajas en Madrid, en donde lo esperaban dos de sus hermanas.
Desde entonces, Chamba realizó varios trabajos que variaron entre albañilería y portero de los vecinos del edificio en donde vivía con sus familiares y novias casuales.
Para septiembre de 2004, Chamba finalmente logró colocarse como cuidador de aparcamiento del complejo de entretenimiento Illa de l'Oci, situado cerca de la Facultad de Derecho, en la localidad de Lérida.
Allí cumplía no solo con funciones de cuidador, sino que además colaboraba con los dependientes que limpiaban las salas de cine.

## El nuevo asesinato
Los seis años de aparente tranquilidad para la familia de Chamba, quienes sufrieron de cerca su encierro en el Ecuador, terminaron cuando Gilberto fue detenido el 1 de diciembre de 2004, acusado de haber violado y asesinado a María Isabel Bascuñana, una estudiante de la Facultad de Derecho de la Universidad de Lérida.
Bascuñana generalmente dejaba su coche estacionado en el aparcamiento del cine, pues temía la oscuridad.
La última vez que se le vio con vida fue la noche del 23 de noviembre. Sus padres hablaron con ella a las 22:00 aproximadamente, cuando les indicó que no iba a cenar en casa.
Su cuerpo fue hallado dos días después en el barrio de la Bordeta. Los familiares de la chica iniciaron una batida en su búsqueda hasta que uno de ellos encontró, ya de madrugada, el coche de la chica aparcado en la calle Ignasi Bastús de Lleida y avisó del hallazgo a los Mossos d'Esquadra.
La policía autonómica abrió el turismo de la joven y encontró en el maletero el cuerpo sin vida de Maria Isabel Bascuñana, envuelto en una bolsa de plástico negra y habiendo sido brutalmente violada.
Entonces surgieron varias hipótesis sobre su muerte. Algunas hablaban de un crimen pasional, otras de venganza, pero sus amigas dieron la clave para atrapar al presunto asesino.

### Las pistas que lo delatan
Dentro de las investigaciones realizadas por la policía española, se pudo recopilar testimonios de las amigas de María Bascuñana, quienes entregaron datos suficientes para que pudiesen detener a Chamba.
Según narraron a los agentes, María les había comentado que Chamba la acosaba sexualmente cuando iba a dejar o a retirar su vehículo del aparcamiento del cine. Esa versión fue complementada por las de otras muchachas que indicaron que regularmente Chamba les pedía sus números de teléfono con la excusa de que si llegaba a suceder algo malo con sus coches las llamaría inmediatamente.
Sin embargo, muchas de ellas recibieron llamadas de acoso sexual y la única explicación que encontraron es que el cuidador del aparcamiento realizaba las llamadas. Dicha hipótesis se confirmó cuando los agentes encontraron el teléfono móvil de María. Tras realizar un registro de las llamadas entrantes y salientes horas antes y después de su violación y asesinato pudieron constatar que su victimario hizo dos llamadas a líneas en donde se ofertaba sexo telefónico. Las llamadas duraron entre cinco y seis minutos.
Esa fue una de las pistas que condujo a los agentes a considerar a Chamba como el principal sospechoso de la muerte. Adicionalmente a ese dato, los agentes alegaron en el juicio haber encontrado en el interior de la guantera del vehículo de María, bolsas de basura similares a las que intentaban cubrir su cuerpo. Esas fundas eran muy similares a las que utilizaban las personas de limpieza de los cines para llevar los residuos. Inmediatamente relacionaron el hecho con Chamba, al ser él uno de los ayudantes de limpieza.
En un primer momento Chamba fue detenido únicamente para investigaciones, pues sus compañeros de trabajo, quienes fueron llamados a declarar dentro del proceso, dijeron que no notaron nada raro la noche del crimen y que el ecuatoriano no se ausentó de su lugar de trabajo. Además las versiones de vecinos y conocidos de Chamba, todos a favor del asesino en serie y que daban cuenta de una buena conducta y amabilidad, lo desvirtuaban como el presunto autor de los hechos.
Sin embargo, las pruebas de ADN realizadas en los residuos de esperma encontrados en el cuerpo de la víctima incriminaron directamente a Chamba, quien adujo que la policía creó un complot para acusarlo. Según él los agentes tomaron una muestra de esperma de un preservativo que él había usado y luego los introdujeron en la vagina de María para señalar que él era el culpable.
Realizados los análisis y pruebas correspondientes, la Fiscalía desestimó ese argumento que fue el principal elemento incriminatorio del ecuatoriano, quien recibió una pena de 45 años divididos en 20 años por el crimen de la joven estudiante española María Isabel Bascuñana, otros 12 por su violación, al tiempo que le impusieron otros 13 años por el intento de violación y asesinato de una prostituta rumana quien testificó en su contra tras ver sus imágenes y fotografías en medios locales, después de su detención.
Pero además de esas pruebas, la parte acusatoria alegó el intento de ocultamiento de información por parte de Chamba, quien en un primer momento dijo que al ser abordado por la policía dio a conocer sus antecedentes penales en Ecuador y un incidente en España en el que estuvo relacionado sobre tenencia de armas. Sin embargo, a lo largo del proceso se probó que el "monstruo de Machala" ocultó su pasado judicial hasta que cotejamientos entre la policía de España y Ecuador confirmaron que él era la misma persona sentenciada en Machala por asesinatos en serie.